# Химеджи
Химеджи е град в префектура Хього, Южно-Централна Япония. Населението му е 531 298 жители (по приблизителна оценка от октомври 2018 г.). Площта му е 534,43 km². Кмет към 2011 г. е Тошикацу Ивами. Намира се в часова зона UTC+9.

## Побратимени градове
- Аделейд, Австралия от 1982 г.
- Куритиба, Бразилия
- Тайюен, Китай
- Финикс, САЩ
- Шарлероа, Белгия